# Càldegues
Càldegues (['kaldəɣəsʃ], oficialment en francès, Caldégas) és un poble de la comuna de la Guingueta d'Ix, a l'Alta Cerdanya, de la Catalunya del Nord.

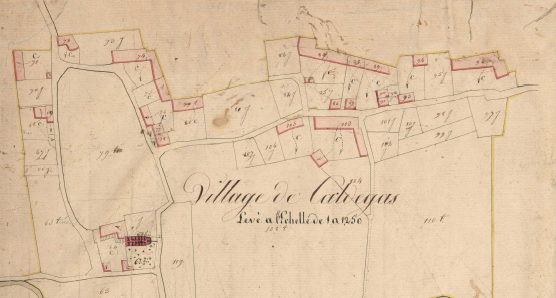
Càldegues en el Cadastre Napoleònic del 1812 (Arxius Departamentals dels Pirineus Orientals)

El seu terme, que era comuna independent, fou annexat a la Guingueta d'Ix el 1973. Dins el seu antic terme es troba el poble d'Oncès. Situat a dos quilòmetres a l'est-nord-est del cap comunal, a l'antic camí ral de Sallagosa a Puigcerdà, Càldegues s'ubica a la dreta del torrent de la Verneda, abans de la seva confluència amb el Segre, en una plana a la solana, conreada amb cereals i prats.

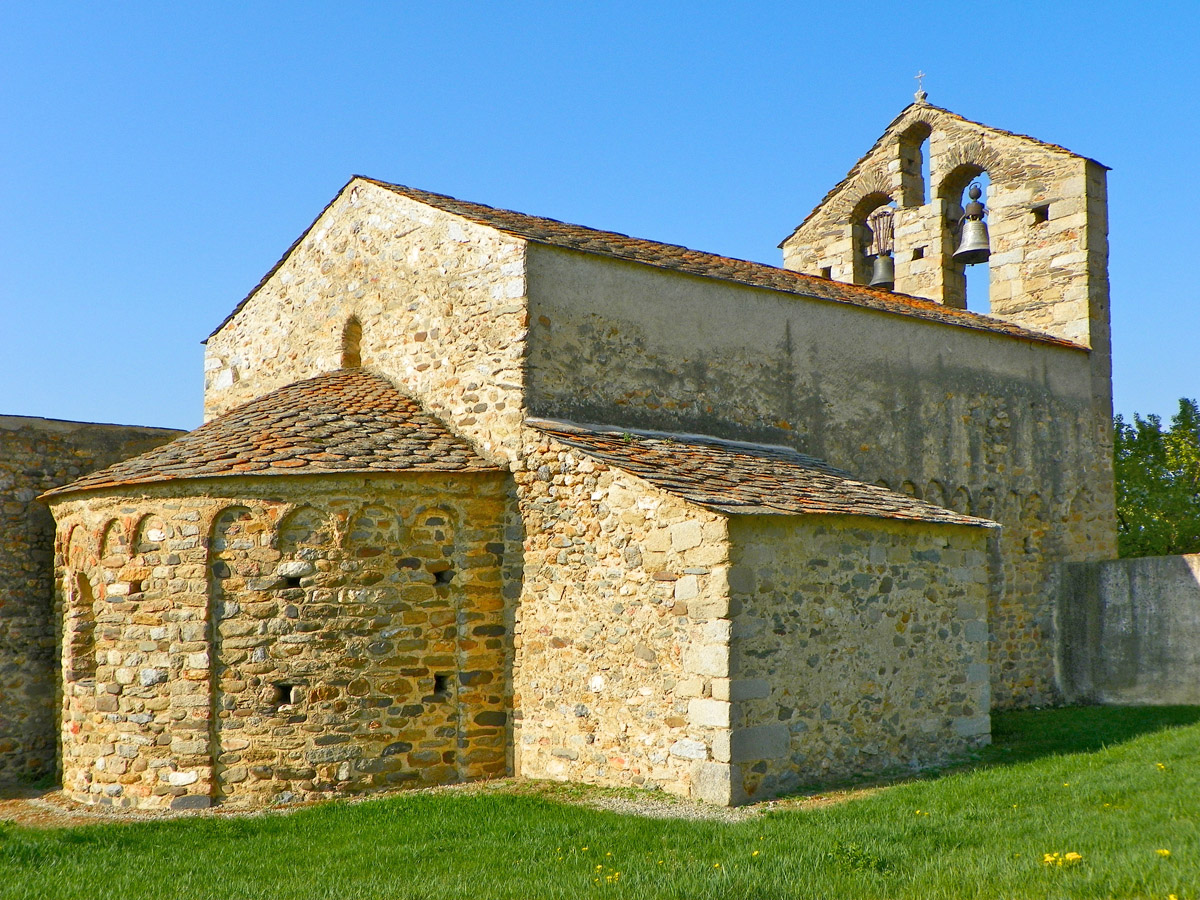
Església de Sant Romà de Càldegues

L'església parroquial de Sant Romà de Càldegues és romànica del segle XI; a diferència de l'habitual s'alça a la part més baixa del veïnat, al sud-oest, amb el Cementiri Vell al costat sud. Una construcció anterior es troba esmentada per primera vegada a finals del segle X a l'acta de consagració de la catedral de Santa Maria del Vicus, actual catedral de la Seu d'Urgell, cosa que indica que el lloc ja era habitat en aquella època.

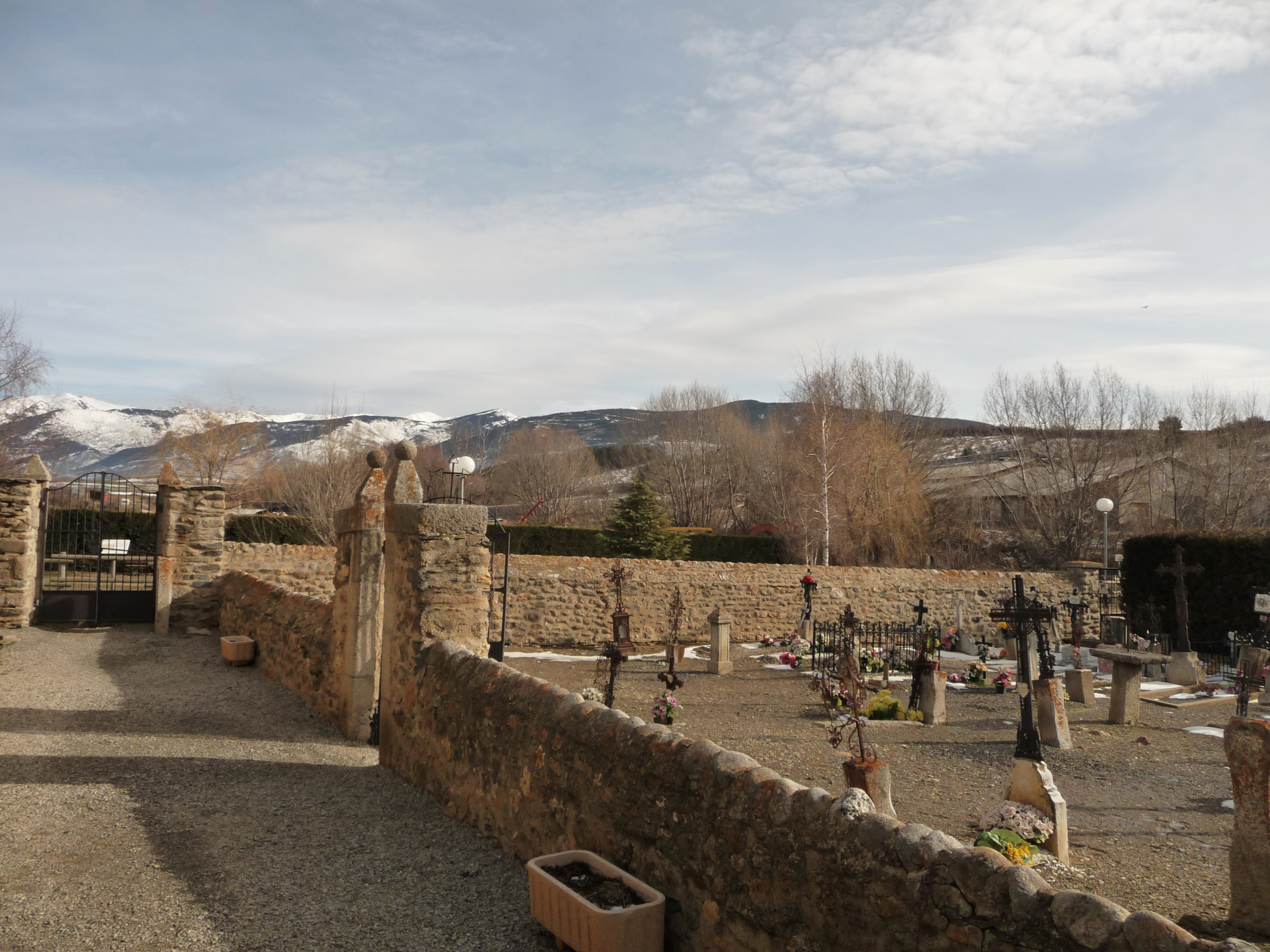
Cementiri de Càldegues

El poble de Càldegues, com el veí d'Ix, va ser saquejat i incendiat diverses vegades a conseqüència de la guerra contra Joan II i de l'ocupació francesa de 1462 - 93, sota els exèrcits de Lluís XI i el seu successor Carles VIII, i en patí la inestabilitat derivada. Durant els atacs els habitants dels dos pobles —la Guingueta no seria format fins al Tractat dels Pirineus— es refugiaven amb béns i bestiar al Castell de Llívia. Els despietats fets d'aquests anys van ser inspiració del pintor del Martiri de Sant Romà, a l'interior de l'església.

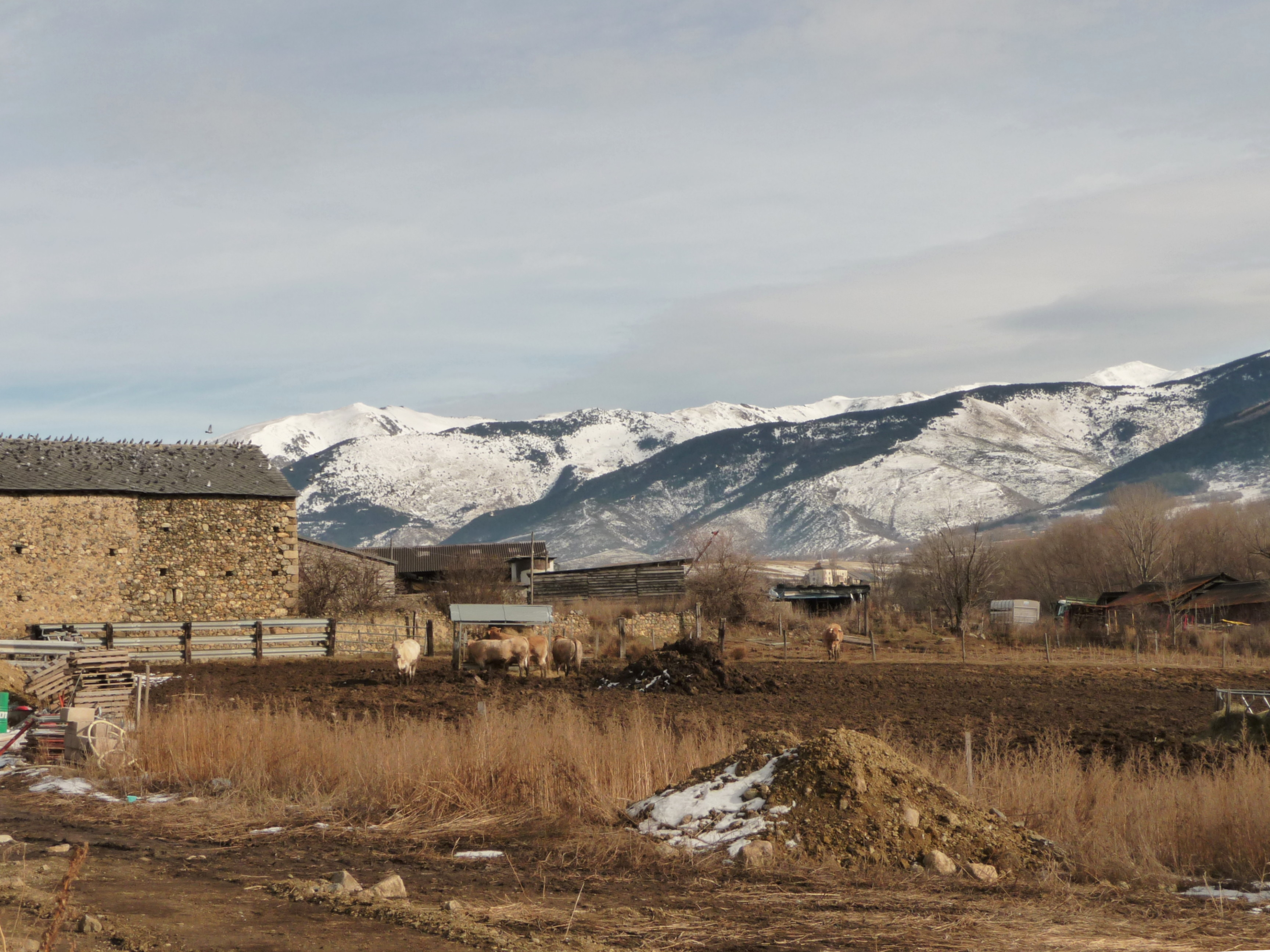
Massís del Puigmal des de Càldegues

L'evolució contemporània del petit nucli urbà de Càldegues ha fet que el vilatge hagi quedat partit en tres petits barris: el de més a ponent és el poble vell; a pocs metres a llevant hi ha el Refugi, i més a l'est, la Solana, tots tres units per la carretera D - 30, denominada en aquest lloc Avinguda del Puigmal.